# Åsa Håkonsdatter
Åsa Håkonsdatter —Ása Hákonardóttir— (n. 852) va ser una llegendària reina consort de Noruega, filla d'Håkon Grjotgardsson, jarl de Lade i aliat del rei Harald I de Noruega. Åsa apareix principalment com a personatge de la Haralds saga ins hárfagra (Saga d'Harald Hárfagre), un dels llibres d'Heimskringla. Segons la saga, va estar casada dos cops, primer amb un hersir anomenat Ketill, amb qui va tenir un fill, Ketilbjörn Ketilsson; i en segones noces amb el rei Harald, amb qui va tenir quatre fills:
- Guttorm Haraldsson.
- Halfdan Haraldsson el Blanc.
- Halfdan Haraldsson el Negre.
- Sigrød Haraldsson.